# Drawno (gemeente)
De gemeente Drawno is een gemeente in powiat Choszczeński. Aangrenzende gemeenten:
- Bierzwnik, Choszczno en Recz (powiat Choszczeński)
- Kalisz Pomorski (powiat Drawski)
- Człopa en Tuczno (powiat Wałecki)

in Lubusz:
- Dobiegniew (powiat Strzelecko-drezdenecki)

Zetel van de gemeente is in de stad Drawno.
De gemeente beslaat 24,2% van de totale oppervlakte van de powiat.

## Demografie
Stand op 30 juni 2004:
| Omschrijving                   | Totaal | Totaal | Vrouwen | Vrouwen | Mannen | Mannen |
| ------------------------------ | ------ | ------ | ------- | ------- | ------ | ------ |
| eenheid                        | aantal | %      | aantal  | %       | aantal | %      |
| inwoners                       | 5405   | 100    | 2714    | 50,2    | 2691   | 49,8   |
| bevolkingsdichtheid (inw./km²) | 16,8   | 16,8   | 8,5     | 8,5     | 8,4    | 8,4    |

De gemeente heeft 10,8% van het aantal inwoners van de powiat. In 2002 bedroeg het gemiddelde inkomen per inwoner 1492,48 zł.

## Plaatsen
- Drawno (Duits Neuwedell, stad sinds 1347)

Administratieve plaatsen (sołectwo) van de gemeente Drawno:
- Barnimie, Brzeziny, Chomętowo, Dominikowo, Kiełpino, Konotop, Niemieńsko, Podlesie, Święciechów, Zatom en Żółwino.

Zonder de status sołectwo : Borki, Borowiec, Brodźce, Drawnik, Gack, Gładysz, Górki, Jaźwiny, Karpin, Karpinek, Kostrzewa, Międzybór, Niemieńsko-Zamek, Nowa Korytnica, Podegrodzie, Prostynia, Rogoźnica, Rościn, Sieniawa, Zdanów, Żółwinko.